# Taeniophyllum jensenianum
Taeniophyllum jensenianum är en orkidéart som beskrevs av Johannes Jacobus Smith. Taeniophyllum jensenianum ingår i släktet Taeniophyllum och familjen orkidéer. Inga underarter finns listade i Catalogue of Life.